# Armeria splendens
Armeria splendens är en triftväxtart som först beskrevs av Mariano Lagasca y Segura och José Demetrio Rodríguez, och fick sitt nu gällande namn av Philip Barker Webb. Armeria splendens ingår i släktet triftar, och familjen triftväxter. Inga underarter finns listade i Catalogue of Life.